# Beveren (stacja kolejowa)
Beveren (niderl. Station Beveren) – stacja kolejowa w Beveren, w prowincji Flandria Wschodnia, w Belgii. Znajduje się na linii 59 Antwerpia - Gandawa. 

## Linie kolejowe
- 59 Antwerpia - Gandawa

## Połączenia
Weekendowe
| Typ pociągu | Trasa                                      | Częstotliwość |
| ----------- | ------------------------------------------ | ------------- |
| IC 02       | Antwerpen-Centraal - Gandawa - Oostende    | 1x/h          |
| L           | Antwerpen-Centraal - Lokeren - Dendermonde | 1x/h          |
| L           | Roosendaal - Antwerpia - Lokeren           | 1x/h          |